# José Ortiz de Camargo
José Ortiz de Camargo foi bandeirante e morreu testado em São Paulo em 23 de julho de 1663, em sua fazenda de Bitarulaia, hoje Buturuju, município de Jundiaí, em terras da sesmaria obtida em 1642.
Com seu irmão Fernão ou Fernando de Camargo, o Tigre, chefe do partido dos Camargos contra os Pires. Eram filhos de José Ortiz de Camargo e Leonor Domingues. Irmão ainda do capitão Marcelino de Camargo (?-1676), juiz ordinário em São Paulo, patriarca da família Camargo Pimentel.
Fez parte da bandeira do capitão Diogo Coutinho de Melo em 1636, sob as ordens do capitão Antônio Raposo Tavares, contra os índios no «sertão dos Carijós». Diz a respeito da bandeira o genealogista Silva Leme: «a qual dando um assalto ao gentio nos sertão dos Carijós, chamados dos Araxás, aconteceu nele ser ferido um dos companheiros da bandeira de nome Brás Gonçalves, que veio a falecer nesse sertão, fora do arraial onde tinha jurisdição o dito capitão-mor Antônio Raposo. Pelo que o capitão Diogo Coutinho, que comandou o assalto, julgando do seu dever salvaguardar os interesses dos órfãos herdeiros do falecido Brás Gonçalves, não somente tomou conhecimento do testamento que este fizera nesse sertão como também nomeando para servir de escrivão a João de Godói o qual mandou inventariar os bens que consigo levava o dito Brás Gonçalves; e como houvesse dificuldade em conduzi-los a povoado, além do grande risco de cairem esses bens nas mãos dos inimigos, em cujas terras se achavam, determinou que, avaliados, fossem postos em leilão, devendo o pagamento ser feito pelos arrematantes no prazo de seis meses, com um fiador.»
Silva Leme acrescenta: «Julgando de interesse para o leitor conhecer em que consistia a bagagem de um bandeirante naqueles tempos, e também conhecer quais os companheiros que com ele se achavam nessa bandeira, damos em seguida a lista dos bens que deixou, e juntamente o nome dos companheiros arrematantes e seus fiadores: três negros do gentio da terra (ou seja, índios) de nome Francisco, João e Dionísia, que foram entregues a Baltasar Gonçalves Vidal para conduzi-los a São Paulo e entregá-los à justiça para distribui-los aos herdeiros. Uma berruma (sic) e uma sovela, arrematadas por Fernando de Godói (filho do castelhano), por seis vinténs, fiador João de Godói; um martelinho de ferro arrematado por Baltasar de Godói (o moço) por um cruzado, fiador José Ortiz de Camargo; umas mangas velhas arrematadas por Simão da Costa por um tostão, fiador João de Godói; um cabacinho com sal e um ralo arrematados por José Ortiz de Camargo, por 720 rs., fiador Baltasar de Godói. Um cesto encourado arrematado por João de Godói por 560 rs., sendo fiador José Ortiz de Camargo.
Umas chinelas velhas arrematadas por Miguel Nunes, por 70 rs., sendo fiador João de Godói. Umas ceroulas arrematadas por Jerônimo Rodrigues, sendo fiador Baltasar Gonçalves Vidal. Uns sapatos velhos de cordavão arrematados por Duarte Borges, sendo fiador João de Godói. Um arratel de chumbo e uma quarta de pólvora arrematados por Luiz Feio por dois cruzados, sendo fiador João de Godói. Um prato de estanho arrematado por Francisco de Chaves, por 510 rs., fiador Baltasar de Godói. Um facão arrematado por José Ortiz de Camargo por 600 rs., fiador João de Godói; Uns escopros arrematados por José Ortiz de Camargo, fiador Fernando de Godói. Um capote e calção arrematados por João Maciel Bassão por 21 patacas, fiador Baltasar Gonçalves Vidal. Meias de cabestrilho arrematadas por José Ortiz de Camargo, fiador João de Godói. Uma forma de pelouro arrematada por José Ortiz de Camargo, fiador João de Godói. Uma enxó arrematada por Duarte Borges por uma pataca, fiador João de Godói. Um novelo de linha.»
Deste bandeirante se narram desordens feitas em 5 de fevereiro de 1654 quando os vereadores se reuniram para pedir contra ele auxílio ao capitão-mor que residia em Santos pois reunira seus sequazes em corpo de armas e tentavam entrar na vila. A 7 de fevereiro, reuniram-se de novo os vereadores porque José Ortiz d C, tendo entrado na vila com seus capangas armados, foi tumultuadamente à câmara e apresentou provisão que o nomeava Ouvidor. Mas a câmara negou-lhe posse e mandou afixar editais deste acontecimento. Dois dias mais tarde se reuniram de novo os vereadores, o capitão-mor, o visitador da Companhia de Jesus, Padre Simão de Vasconcelos, o abade de São Bento, o prior do Carmo, o guardião de São Francisco, e decidiram que nada seria alterado no governo da terra do que respeitasse à eleição dos cargos públicos e oficiais da câmara, contanto que não usasse nem executasse papel ou ordem que não viesse da Bahia, ou lhe venha de novo até a chegada do Ouvidor sindicante. José Ortiz não se sujeitou ao acordo e prosseguiu no exercicio de suas funções, com o competente cortejo de violências.

## A concórdia entre Pires e Camargos
Em 24 de novembro de 1655 um alvará de D. Jerônimo de Ataíde, conde de Atouguia, governador geral do Brasil, aprova a concordata feita na vila de São Paulo. Diz o alvará:
«Faço saber aos juízes, vereadores, procurador do conselho, pessoas particulares e povo da vila de São Paulo e ao capitão-mor ouvidor e mais justiças da capitania de São Vicente que Francisco Nunes de Siqueira, procurador da família dos Pires, e José Ortiz de Camargo, da dos Camargos, moradores uns e outros na mesma vila, me representaram diferentes papéis e queixas de ambas as partes, assim sobre os tumultos e sedições que haviam resultado da eleição da câmara  que naquela vila havia feito o Ouvidor-geral do Rio de Janeiro João Velho de Azevedo, como sobre outros procedimentos seus de que se havia ocasionado chegarem aquelas duas famílias a tomarem armas com numeroso séquito de índios e quase a rompimento de batalha, se os prelados das religiões que ali se achavam o não advertissem, evitando a última ruína daquela praça, enquanto se recorria a este governo para nele se determinar o que mais conviesse ao serviço de Sua Majestade e quietação daquele povo."
"Desejando eu reduzi-los à universal concórdia e as duas famílias e parcialidades à união, com que se deve tratar dos aumentos da sua república e observância das obrigações de bons vassalos, para com maior acerto se eleger o meio que fosse mais eficaz e dispositivo deste fim, ordenei se visse esta matéria na relação do Estado com toda a circunspecção que o caso pedia. E considerando tudo que, por uma e outra parte se propôs em suas petições, o que constou das certidões, devassas e mais documentos em que as fundaram, e a informação e voto que haviam precedido de todos os religiosos e mais autoridades que se haviam achado no referido congresso das duas parcialidades, com sujeitos que mais interior e desinteressadamente o podiam dar, o parecer do chanceler e mais desembargadores e resolução que na relação se teve por mais conveniente seguir-se; procurando conformar-me com ela em tudo que a gravidade e as circunstâncias deste negócio e suas dependências o permitem, por envolver também razões políticas e que não menos deve o governador atender que as da justiça quando estas são tão implicitas como as do Estado, Hei por bem e serviço de sua majestade que daqui em diante sirvam na câmara da dita vila tanto os de um bando como de outro, para que com essa igualdade cessem as inquietações que, de não a haver, se acenderiam naquele povo, e a eleição se fará da maneira seguinte: chamará o Ouvidor da capitania com o escrivão da vila, na forma da Ordenação, os homens bons e o novo dela ao Conselho, e lhe requererá nomeie cada um seis homens para eleitores, três do bando dos Pires e três do dos Camargos, e lhes ordenara façam seus três rois como de estilo, a saber: seis para juízes, três de um bando e três de outro, e um neutral, e três para procuradores do Conselho, um Pires e um Camargo e um neutral; e assim se usara para os mais ofícios se os houver na câmara, (etc. etc).
«E porque das devassas que o mesmo ouvidor-geral do Rio de Janeiro João Velho d Azevedo tirou naquela Capitania ficaram culpados diversos moradores daquela vila que estão inábeis para poderem ser eleitores, e só concedendo-se perdão geral  só aos que não tivessem parte se poderá encaminhar a eleição na Câmara e a quietação do povo ao acerto que se pretende, em nome de Sua Majestade concedo perdão a todas as pessoas de qualquer qualidade e condição que sejam, que de modo algum ficam culpadas nas devassas que o dito Ouvidor tirou naquela Capitania de quaisquer crimes em que tenham parte».
« Mas considerando que os que a têm e estão sentenciados com pena capital são os principais sujeitos da família dos Camargos, e se totalmente se lhes denegar perdão, ou da parte ou absoluta de Sua Majestade, se poderão ocasionar novos prejuízos, que depois terão dificilimo remédio e agora se devem prevenir pelos possiveis da suavidade e conveniência em que ambas as familias é justo que se conformem e perdoem reciprocamente, pondo os olhos nas mortes e penas que uma e outra tem padecido, e nos inconvenientes que ao diante se podem seguir de se acusarem com todo o rigor da justiça e recomendando mui encarecidamente aos prelados das religiões, ordeno ao capitão-mor e a todas as pessoas de posto e à maior autoridade naquela vila que, com interposição da presente e em nome deste Governo, procurem reduzir as partes a lhes conceder perdão, para que com a demonstração dele se confirmarem mais indissoluvelmente os vinculos de paz com que desejo unir ambas as familias no antigo sossego em que as conservava a sociedade de comuns moradores daquela vila e o particular parentesco que entre si têm, e a amizade que antes professavam.
«E neste caso, tendo perdão das partes (como confio) o hei por concedido também em nome de Sua Majestade a todos os de uma e outra família que estiverem culpados nas devassas referidas, e em especial aos Camargos, que estão sentenciados em pena capital, e uns e outros poderão ser livremente ocupados em todos os cargos públicos sem em tempo algum se lhes formar culpa nem impedimento. Mas se for tanta a abstenção das partes (o que não espero) que continuam a acusação para este negocio não tornar a seus principios, e se obviarem todas as consequencias que podem ser danosas à conservação daquela vila, Hei por bem e serviço de Sua Majestade que aos culpados que tiverem parte, e principalmente aos condenados em pena capital da família dos Camargos, por haverem sido sentenciados à revelia, se suspenda a execução dela, e não obrem as justiças contra eles, em virtude das sentenças dadas, cousa alguma, enquanto não vem resolução de Sua Majestade  sobre esta materia. E quando eles livrarem-se o façam ordinariamente perante os julgadores a que pertençam, nem serem constrangidos à prisão; para o que lhes concedo por este seguro real em nome de Sua Majestade e debaixo deste poderão livremente aparecer nas audiências e estar na mesma vila ou fora dela sem impedimento algum das justiças, para com menor temor delas requererem até com efeito se sentenciar definitivamente a sua culpa. Pelo que ordeno aos oficiais da Câmara daquela vila, capitão-mor, ouvidor, pessoas particulares e povo dela e de toda a Capitania de São Vicente bem assim a todas as mais justiças deste Estado a que o conhecimento desta com direito pertencer, que a cumpram, (etc). Antonio Veloso a fez nesta cidade do Salvador da Bahia de Todos os Stos, aos 24 de Novembro de 1655. Bernardo Vieira Ravasco a escreveu.
Houve provisões posteriores de 23 de julho de 1674 e de 28 de dezembro de 1688 para confirmar e ratificar o perdão dado, pois alguns Ouvidores, com interpretações sibilinas, tentaram anular e recomeçar as devassas, pois tal era, segundo a experiência de longos anos, a missão dos magistrados portugueses que auferiam assim custas e propinas dos processos.
Tudo isso se verifica no Arquivo da Câmara de São Paulo, em seus livros de vereanças e de registros de alvarás e cartas regias de 1653 a 1670 e outras memórias.

## Casamento e posteridade
Silva Leme em sua «Genealogia Paulistana» enumera seus descendentes  - Volume I. Foi casado já antes de 1630 com Maria Antunes, filha de Inocêncio Preto e de Maria Moreira (tit. Pretos Cap. 5) e deixaram seis filhos.